# تیورآ دی‌اکسید
تیورآ دی‌اکسید (به انگلیسی: Thiourea dioxide) با فرمول شیمیایی CH۴N۲O۲S یک ترکیب شیمیایی با شناسه پاب‌کم ۶۱۲۷۴ است. که جرم مولی آن 108.11 g/mol می‌باشد. شکل ظاهری این ترکیب، پودر سفید است.